# César Borba
César Ramón Borba Tadeo (* 1912 in Mercedes, Argentinien; † 1979 in Montevideo) war ein uruguayischer Politiker und Diplomat.
General César Borba, der der Partido Colorado angehörte, hatte die Position des Chef-Kommandeurs des Heeres ("Comandante en jefe del ejército") inne. Borba war vom 17. April 1970 bis zum 2. April 1971 Verteidigungsminister von Uruguay. Sodann hatte er vom 1. Februar 1972 bis zum 20. Februar 1973 das Amt des Botschafters Uruguays in Peru inne.